# Nykteis
Nykteis (stgr. Νυκτηΐς Nyktēís, łac. Nycteis) – w mitologii greckiej heroina tebańska.
Była córką Nikteusza i siostrą Antiopy (według innych przekazów Antiopa była jednak córką nie Nikteusza, ale Asoposa). Istnieje wiele sprzecznych przekazów dotyczących pochodzenia Nikteusza, najczęściej uważany był on za syna Hyrieusa i Klonii. Nykteis została wydana za mąż za Polidora, syna Kadmosa. Jako taka, jest uważana za matkę Labdakosa, babkę Lajosa i prababkę Edypa.